# Savanna (Illinois)
Savanna ist eine Kleinstadt im Carroll County im Nordwesten des US-amerikanischen Bundesstaates Illinois am Mississippi. Das U.S. Census Bureau hat bei der Volkszählung 2020 eine Einwohnerzahl von 2783 ermittelt.
Savanna liegt an der Mündung des Plum River in den Mississippi. Etwa ein Kilometer nördlich des Stadtzentrums verläuft die Brücke, auf der der US Highway 52 von Iowa nach Illinois den Mississippi quert.
Der frühere NASA Raumfahrer Dale Gardner wuchs in Savanna auf.

## Savanna Army Depot
Im Jahre 1917 kaufte die Armee der Vereinigten Staaten ein 53 km² großes Gebiet 11 km nordwestlich von Savanna, um das Savanna Army Depot zu errichten. Ursprünglich wurde es als Testgebiet für die Munition aus der Waffenfabrik von Rock Island genutzt, bis es 1921 zum Waffenlager umgebaut wurde. Im Jahre 2000 wurde das Waffenlager im Rahmen des am 18. März 1995 durch den Kongress verabschiedeten Base Realignment and Closure Act geschlossen und danach anderen Verwendungszwecken geöffnet. Eines der umstrittensten Projekte dabei ist bis heute das neu errichtete Gefängnis. Der größte Teil des Areals ist verschiedenen Natur- und Landschaftsschutzprojekten zur Verfügung gestellt worden.

## Demografie
Savanna hatte bei der Volkszählung im Jahre 2000 3542 Einwohner in 1558 Haushalten und 886 Familien. Die Bevölkerung setzte sich zusammen aus 94,10 % Weißen, 1,52 % Afroamerikanern, 0,23 % Indianern. Die 5,25 % Hispanics sind in den verschiedenen Gruppen enthalten.
23 % der Bewohner sind unter 18 Jahren alt, 7,3 % von 18 bis 24, 24,6 % von 25 bis 44, 22,2 % von 45 bis 64 und 22,3 % sind 65 Jahre oder älter. Auf 100 weibliche kommen statistisch 89,2 männliche Einwohner.
Das Durchschnittseinkommen pro Haushalt betrug 27.180 $, das der Männer im Durchschnitt 28.125 $, das der Frauen 20.954 $. Das Pro-Kopf-Einkommen lag 2000 bei 15.150 $. 14,2 % der Familien bzw. 16,7 % der Gesamtbevölkerung lagen im Jahre 2000 mit ihrem Einkommen unter der Armutsgrenze.

## Savanna heute

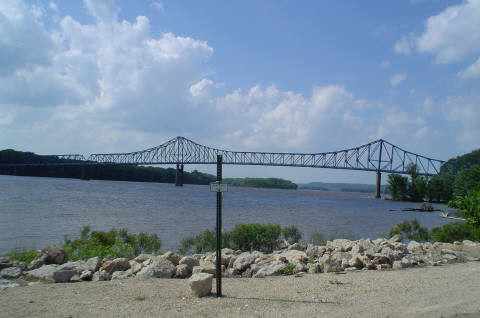
Savanna–Sabula Bridge von Savanna, IL nach Sabula, IA, seit 1999 im NRHP gelistet

Savanna liegt zwischen Chicago und St. Louis und wird von vielen Wochenendausflüglern aus diesen beiden Metropolregionen besucht. Viele werden vom kleinstädtischen Charme der Stadt und den günstigen Immobilienpreisen angezogen, sodass es hier mittlerweile viele Zweitwohnsitze gibt.
Das Stadtzentrum wurde seit Mitte der 1990er Jahre rekonstruiert. Seit dem Bekanntwerden des Beschlusses über die Schließung des Savanna Army Depots sind verschiedene Anstrengungen unternommen worden, mehr Geschäfte in der Mainstreet anzusiedeln. So sind die meisten der am Ende des 19. Jahrhunderts errichteten Gebäude durch historisch passende neue Beleuchtungs- und andere Elemente ergänzt worden. Man steht dabei in starker Konkurrenz zu Galena im benachbarten Jo Daviess County.
Scherzhaft wird Savanna die „Metropole des Carrol County“ genannt, weil sich dort die einzige Verkehrsampel des gesamten Countys befindet.

## Persönlichkeiten
- Wayne King (1901–1985), Saxophonist